# 에레원
에레원(고대 아일랜드어: Érimón 에리몬, 아일랜드어: Éiremhón) 또는 에레몬(고대 아일랜드어: Éremón), 헤레몬(고대 아일랜드어: Héremón)은 밀 에스파너의 아들로, 아일랜드 신화와 전통 전승에 따르면 에린 땅에서 투어허 데 다넌을 축출한 밀레시안 지도자 중 한 명이며, 최초의 밀레시안 출신 아르드리 중 한 명이다.
에린에 도착하기 전, 에레원과 그 형제 에베르 돈은 이베리아반도를 다스리고 있었다. 에레원의 큰아버지 이흐는 에레원의 할아버지 브레얀이 지은 탑 꼭대기에서 에린을 발견하고 평화로운 목적으로 탐험을 갔으나 데 다난의 세 왕 에후르 맥퀼, 테오르 마케헤트, 카이호르 마그레네에게 죽임을 당했다. 그리고 그 복수로 밀레시안은 에린을 침략했고, 이때 에레원과 에베르 돈도 따라갔다. 밀레시안은 데 다난 신족에게 승리했으나 전투 도중 에베르 돈이 참살당해 아르드리의 위는 에레원과 그 동생 에베르 핀이 각각 남쪽과 북쪽을 나누어 가졌다.
에레원은 두 명의 아내가 있었는데, 오드바(Odba)와의 사이에 뮈네, 루인, 라인을 낳았고, 테아(Tea)와의 사이에 이리얼 파이스를 낳았다. 오드바는 이베리아에 남아 있었지만 테아는 에레원을 따라 에린에 왔고, 그곳에서 죽어 타라 언덕에 묻혔다. 타라(Tara)라는 지명은 테아의 이름을 딴 것이다. 《에린 침략의 서》에 따르면 "타라"는 고대 아일랜드어로 "테아의 벽"("Tea mur", "Tea's Wall")이라는 뜻이라고 한다.
데 다난 축출 1년 후, 에베르 핀이 절반의 영토로는 만족하지 못하고 아이르게트로스에서 형에게 싸움을 걸었다가 패배하여 참살당했고, 이로써 에레원은 에린의 지배자가 되어 14년 또는 17년을 통치하고 아이르게트로스에서 사망했다. 에레원 사후 왕위는 세 적자 뮈네, 루인, 라인이 공동으로 계승했다.
제프리 키팅은 에레원의 치세를 기원전 1287년 ~ 기원전 1272년으로 추정하고 있으며, 《에린 왕국 연대기》는 기원전 1700년 ~ 기원전 1684년으로 추산하고 있다.
| 전임 에후르 막 쿠일 테후르 막 케크트 케후르 막 그레네 | 에린의 지고왕 (에베르 핀과 공동통치) AFM 기원전 1700년 ~ 기원전 1684년 FFE 기원전 1287년 ~ 기원전 1272년 | 후임 뮈네, 루인, 라인 |